# 이리나 보코바
이리나 게오르기에바 보코바(불가리아어: Ирина Георгиева Бокова, 영어: Irina Georgieva Bokova, 1952년 7월 12일 ~ )는 불가리아의 정치인이다. 2009년 9월 22일, 여성으로는 처음으로 유네스코 사무총장으로 선출됐다. 2009년 10월 15일부터 2017년 11월 10일까지 제10대 유네스코 사무총장을 지냈다.

## 경력
- 유럽 통합 담당 장관
- 불가리아 외무장관(1996년 ~ 1997년)
- 불가리아 국회의원(2001년 ~ 2005년)
- 유네스코 대표부 대사(주 프랑스 대사 겸임) (2005년 ~ 2009년)
- 유네스코 사무총장(2009년 ~ 2017년)